# Toyota Duet
Toyota Duet — миниатюрный 5-дверный хетчбэк, предназначенный, главным образом, для внутреннего рынка Японии и производимый исключительно в праворульном исполнении, укомплектованный двигателями в 1 литр, 1.3 литра или 0.7 литра (турбо). Этот автомобиль является представителем семейства, наиболее известными представителями которого в России являются автомобили Toyota Yaris (Vitz).
Кроме того, у автомобиля Toyota Duet есть близнецы, выпускавшиеся под маркой Daihatsu, которая принадлежит Toyota Motor Corp. Это автомобили Daihatsu Sirion (с левым рулём) и Storia (с правым рулём). C 1998 года автомобиль Toyota Duet выпускался в кузове M100A, причём были модификации с полным приводом. Несмотря на очень небольшие внешние габариты, внутри этот автомобиль не производит впечатления чего-то несерьезного, напротив, это достаточно вместительный (для своего класса) и продуманный аппарат, рассчитанный на эксплуатацию, в первую очередь, в условиях перенаселенного мегаполиса, но, за счет коротких свесов, имеющий очень неплохую геометрическую проходимость. При этом передаточные числа трансмиссии рассчитаны настолько грамотно, что даже на самых низких оборотах с трёхцилиндровым литровым двигателем (0,989 л) мощностью 54 л. с. тяга очень уверенная.
По уровню оснащения Duet может потягаться с некоторыми представителями, в том числе, и вышестоящего класса, ибо даже в далеко не самом дорогом исполнении имеются фронтальные подушки безопасности водителя и переднего пассажира, наружные зеркала заднего вида с электрорегулировкой и функцией складывания при помощи электропривода, регулировка сиденья водителя по высоте, электропривод стёкол всех боковых дверей, а кондиционер является неотъемлемой частью автомобиля независимо от комплектации.